# 重庆市第三十七中学校
重庆市第三十七中学校位于重庆市大渡口区，其前身为1955年创办的四川省重庆第三十七初级中学。现为重庆市重点中学，占地面积110亩，共有师生员工6000余人。

## 历史
- 1955年，校名定为“四川省重庆第三十七初级中学”。
- 1958年秋，升为高完中，校名改为“四川省重庆第三十七中学校”。
- 1980年，被定为四川省重庆市大渡口区属重点中学。
- 1995年，被评为四川省重庆市重点中学。
- 1997年，重庆直辖，学校更名为“重庆市第三十七中学校”。
- 2000年，重钢第二子弟学校合并到重庆37中。
- 2001年，被评为重庆市（直辖市）重点中学。
- 2005年，重庆37中合并重庆市钢城中学高中部[4]。

## 教育情况
- 学生：5000余人
- 教职工：有教职工298人，其中高级教师、名师、特级教师、研究员教师共100余位[3]。
- 图书馆：藏书70000余册[2]。